# Švýcarská strana práce
Švýcarská strana práce (německy: Partei der Arbeit der Schweiz;
francouzsky: Parti Suisse du Travail – Parti Ouvrier et Populaire;
italsky: Partito Svizzero del Lavoro; retorománsky: Partida svizra da
la lavur) je socialistická politická strana ve Švýcarsku.

## Historie
Strana byla založena roku 1944 tehdy nelegální Komunistickou stranou Švýcarska. Dne 21. května proběhla v Basileji ustavující konference strany, 14. a 15. října téhož roku se konal v Curychu první sjezd strany. Předsedou a generálním tajemníkem byli zvoleni Léon Nicole, resp. Karl Hofmaier. Druhý zmíněný byl odvolán v roce 1946 kvůli finančnímu skandálu.
Již na druhém sjezdu 6. a 7. října 1945 v Ženevě měla strana přes 20 000 členů. V národních volbách roku 1947 získala strana 5,1% hlasů.
V roce 1949 došlo ke změnám v organizační struktuře; generálním tajemníkem byl zvolen Edgar Woog. Roku 1950 se strana zapojila do Stockholmské mírové výzvy. Celkem se ve Švýcarsku povedlo nasbírat přes 260 000 podpisů.
Dne 7. prosince 1952 Ústřední výbor strany vyloučil Léona Nicola. V roce 1959 proběhl 7. sjezd, kde byl schválen nový stranický program „Švýcarská cesta k socialismu“. Ten byl inspirován podobným programem Komunistické strany Velké Británie.
Švýcarská strana práce je přidruženým členem Evropské sjednocená levice i přesto, že Švýcarsku není v EU.
Roku 2003 obsadila strana 2 křesla (z celkových 200) ve Švýcarském národním shromáždění (dolní komora Švýcarského parlamentu). Nikdy nebyla zastoupena v horní komoře Švýcarského parlamentu ani ve Švýcarském federálním shromáždění.